# Religija u Europskoj uniji
Religija u Europskoj uniji zastupljena je s nekoliko vjerskih zajednica.

## Povijest
Europska unija prostire se na tradicijskom kršćanskom području zapadne kršćanske Crkve. Na jugu, u srednjoj, dijelu zapada, Irskoj i uz Baltičko more većina su rimokatolici, u središnjoj Europi, skandinavskim zemljama te uz istok Baltičkog mora i Britaniji većina su protestanti. Pravoslavni su na Balkanu i istočnoj središnjoj Europi. Islam je u dijelu balkanskih zemalja. Političkim i ekonomskim migracijama vjere su se raširile izvan matičnih zemalja, kako europskih, tako i neeuropskih. U manjem postotku ima židovske vjere, uglavnom po zapadnoj Europi. Iz bivših su kolonija u metropolske zemlje migracijama došli sikhi, budisti i hinduisti.

## Vjerska struktura
Procjene koje navodi CIA za 2012. godinu govore o sljedećem vjerskom sastavu:
- rimokatolici 48%
- protestanti 12%
- pravoslavni 8%
- ostali kršćani 4%
- muslimani 2%
- ostali 1% (židovske vjere, sikih, budisti, hinduisti i ost.)
- ateisti 7%
- nisu vjernici/agnostici 16%
- nespecificirano 2%

## Galerija
- Širenje kršćanstva u Europi i na Sredozemlju.
- Europa u doba velike podjele 1054. godine.
- Religija u Europi, na Sredozemlju i na Bliskom Istoku 1100.
- Religije u Europi 1560.